# 3965 Konopleva
3965 Konopleva è un asteroide della fascia principale. Scoperto nel 1975, presenta un'orbita caratterizzata da un semiasse maggiore pari a 2,6485523 UA e da un'eccentricità di 0,1572303, inclinata di 12,73973° rispetto all'eclittica.